# 傷だらけの勲章
『傷だらけの勲章』（きずだらけのくんしょう）は、1986年5月17日に公開された西城秀樹主演映画。製作東宝企画、ファインズ・コーポレーション、配給東宝。

## 概要
エジプトで起きた一流企業の社長暗殺事件を追う刑事の姿を描く。西城秀樹が11年ぶりに映画に主演しハードアクションに挑んだ。日本映画で初めてエジプトロケが行われ、1985年の10月～12月にかけてエジプトで撮影が行われた。他に東南アジアのシンガポールでもロケがあった。1984年の第一回東宝シンデレラオーディションで審査員特別賞を受賞した藤代美奈子の映画デビュー作。脚本は『カポネ大いに泣く』の大和屋竺、監督は『積木くずし』の斎藤光正、撮影は『夢千代日記』の安藤庄平がそれぞれ担当。主題歌は、国分友里恵（『流れるままに〜落花流水〜』）。

## スタッフ
- 監督：斎藤光正
- 助監督：猪崎宣昭
- 脚本：大和屋竺
- 撮影：安藤庄平
- 擬斗：高倉英二
- 美術：竹中和雄
- 録音：神保小四郎
- 照明：佐藤幸次郎
- 音楽：佐藤準
- 音楽監督：宮崎尚志
- プロデューサー：天下井隆二・室岡信明

## キャスト
- 西城秀樹：都築明
- ちあきなおみ：倉田喜枝
- 朝加真由美：脇田啓子
- 藤代美奈子：倉田麻里
- 成田三樹夫：署長
- 萩原流行：テッド・片岡
- 深水三章：河原浩
- 小林稔侍：佐野茂美
- 竜雷太：豊島警部
- 鈴木瑞穂：倉田栄作
- 仲谷昇：山本弁護士
- 小林昭二：井上正美
- 下元勉：警備会社の男
- 左時枝：大貫静子
- 高橋幸治：森本毅
- 中村嘉葎雄：大貫六助

## ストーリー
- 砂漠、スフィンクス、ピラミッドそしてカイロと、灼熱と砂塵のエジプトを舞台に、一人の刑事が人間的に成長していく様を描いた本格的なポリス・アクション。エジプトで一流企業の社長が射殺された。行方不明の遺言書を巡って、遺族や関係者の間で不可解な事件が続発。刑事、都築はエジプトへ向かい、一連の事件の解明に乗り出す。

## サウンド・トラック
オリジナル・サウンド・トラック（LP・CD）が映画公開と同時に発売されている。

### 内容
- 主題歌の『流れるままに〜落花流水〜』以外の楽曲は、すべて佐藤準の作曲・編曲による作品である。

### 収録曲
SIDE A
1. ワルサーの顔〜殺しのテーマ〜
2. SHOOTING RANGE
3. TENSION
4. 逃げたやつ
5. GREEN TEA
6. 謀略の結末
7. 箱根美術館
8. ALTERCATION
9. 廃屋のバトル

SIDE B
1. SINGAPORE CITY
2. カイロの朝
3. ピラミッドの下の告白
4. 裏切りの回想
5. ダウンタウンの殺意
6. HOTEL MENA HOUSE
7. 砂漠を染める血
8. 流れるままに〜落花流水〜
作詞:青木久美子 作曲・編曲:林哲司 歌唱:国分友里恵